# Oka Giner
Oka Giner, pseudônimo de Okairy Alejandra Giner Arredondo (Santa Rosalía de Camargo, 30 de novembro de 1992), é uma atriz mexicana. Ela ficou conhecida em 2013 por seu papel de estreia em Gossip Girl: Acapulco. 
Oka Giner atingiu grande popularidade na década de 2020 por estrelar as telenovelas Corazón guerrero, Perdona nuestros pecados, Marea de pasiones e Las hijas de la señora García,assim como as webséries da Netflix: La venganza de las Juanas e Donde hubo fuego.

## Primeiros anos
Oka Giner interessou-se pela carreira artística desde muito jovem. Em sua infância e adolescência participou de concursos de beleza e ingressou no mundo da moda em sua cidade natal, com sua primeira aparição na mídia em um ensaio fotográfico para o "El Diario de Chihuahua" em 2010. Ela também praticou danças polinésias por vários anos na Academia de Danza Keiki Ui e formou-se em Comunicação social na Universidad Autónoma de Chihuahua (UACH). Posteriormente, especializou-se em atuação no Centro de Educación Artística (CEA) da Televisa.
Sua primeira oportunidade na TV veio aos 20 anos quando ela era estudante do primeiro ano na CEA em 2012, após passar em um teste para a 
telessérie latina de 2013, Gossip Girl: Acapulco. Ela interpretou a antagonista Bárbara Fuenmayor, equivalente a personagem Blair Waldorf da versão americana.

## Filmografia

### Televisão
| Ano     | Título                        | Personagem             | Nota                                 |
| ------- | ----------------------------- | ---------------------- | ------------------------------------ |
| 2013    | Gossip Girl: Acapulco         | Bárbara Fuenmayor      | Papel principal                      |
| 2015    | Señorita Pólvora              | Emilia Marín           | Elenco recorrente                    |
| 2015    | Bajo el mismo cielo           | Susana "Susy" Sanders  | Elenco recorrente                    |
| 2015-16 | ¿Quién es quién?              | Yesenia Pérez González | Elenco recorrente                    |
| 2016-18 | Señora Acero                  | Rosario Franco         | Elenco recorrente (Temporadas 3 e 4) |
| 2018    | La piloto                     | Olivia Nieves          | Elenco regular (Temporada 2)         |
| 2019    | Cita a ciegas                 | Marina Salazar Fuentes | Elenco regular                       |
| 2021    | La venganza de las Juanas     | Juana Caridad          | Elenco regular                       |
| 2021-22 | Madre sólo hay dos            | Elena                  | Elenco recorrente                    |
| 2022    | Corazón guerrero              | Doménica Ruíz-Montalvo | Elenco regular                       |
| 2022    | Donde hubo fuego              | Leonora Robledo        | Elenco regular                       |
| 2022    | Ninis                         | Vale                   | Elenco regular                       |
| 2023    | Perdona nuestros pecados      | Elsa Quiroga           | Papel principal                      |
| 2023    | Senda prohibida               | Silvia Bonilla         | Coadjuvante (2 episódios)            |
| 2024    | Marea de pasiones             | Luisa Grajales         | Papel principal                      |
| 2024-25 | Las hijas de la señora García | Valeria Sánchez García | Elenco regular                       |